# Woonana Pool
Der Woonana Pool ist ein See im Westen des australischen Bundesstaates Western Australia. 
Der See liegt im Verlauf des Murchison River westlich des Kalbarri-Nationalparks zwischen Murchison House und Kalbarri.